# چاباک (آیداهو)
{{Infobox settlement

|official_name=Chubbuck, Idaho
|other_name=
|native_name=
|nickname=
|settlement_type=شهر
|motto=

|image_skyline=Chubbuck, Idaho entrance.jpg
|imagesize=
|image_caption=Chubbuck, Idaho entrance
|image_flag=
|flag_size=
|image_seal=

|seal_size=
|image_shield=
|shield_size=
|image_map=Bannock_County_Idaho_Incorporated_and_Unincorporated_areas_Chubbuck_Highlighted.svg
|mapsize=
|map_caption=موقعیت در شهرستان بانوک و ایالت آیداهو
|pushpin_map=USA
|pushpin_map_caption=موقعیت در ایالات متحده آمریکا

|subdivision_type=کشور
|subdivision_name=ایالات متحده آمریکا
|subdivision_type1=ایالت
|subdivision_name1=آیداهو
|subdivision_type2=شهرستان
|subdivision_name2=بانوک

|government_footnotes=
|government_type=
|leader_title=شهردار
|leader_name=Kevin B. England
|established_title=
|established_date=

|area_magnitude=
|unit_pref=Imperial
|area_footnotes=
|area_total_km2=۱۰٫۸۸
|area_land_km2=۱۰٫۸۵
|area_water_km2=۰٫۰۳
|area_total_sq_mi=۴٫۲۰
|area_land_sq_mi=۴٫۱۹
|area_water_sq_mi=۰٫۰۱

|population_as_of=۲۰۱۰
|population_est=۱۴۱۶۶
|pop_est_as_of=۲۰۱۲
|population_footnotes=
|population_note=
|population_total=۱۳۹۲۲
|population_density_km2=۱۲۸۲٫۹
|population_density_sq_mi=۳۳۲۲٫۷

|timezone=MST
|utc_offset=-۷
|timezone_DST=MDT
|utc_offset_DST=-۶
| مختصات = ۴۲°۵۵′۱۸″ شمالی ۱۱۲°۲۸′۳″ غربی / ۴۲٫۹۲۱۶۷°شمالی ۱۱۲٫۴۶۷۵۰°غربی
چاباک (به انگلیسی: Chubbuck) شهری در شهرستان بانوک ایالت آیداهو است که جمعیت آن در سرشماری سال ۲۰۱۰ میلادی ۱۳٬۹۲۲ نفر بوده است.

## موقعیت جغرافیایی
موقعیت جغرافیایی شهرها و مناطق اطراف به شرح زیر است: